# Luís Veiga Leitão
Luís Maria Leitão (Moimenta da Beira,  27 de mayo de 1912 – Niteroi, 9 de octubre de 1987), más conocido por el seudónimo de Luís Veiga Leitão, fue un poeta y artista portugués, miembro del grupo literario Germinal. Fue un militante antifascista, por lo que se vio obligado a exiliarse debido a la persecución por parte del Estado Novo.
Despedido de su empresa por oponerse al régimen de Salazar, fue representante de varias compañías farmacéuticas.
En su faceta de escritor, además de poesía, escribió crónicas de viajes y costumbres. Fue también un artista, dedicándose al dibujo.
Hay una placa en la casa donde nació en Moimenta da Beira.

## Principales obras publicadas
- Latitude – 1950; (Latitud);
- Noite de Pedra -1955; (Noche de Piedra);
- Livro de Andar e Ver -1976;
- Linhas do Trópico – 1977;
- Livro da Paixão – Para Ler e Contar – 1986; (Libro de papel - Para leer y contar);
- Rosto por Dentro – 1992